# Mycoplasma amphoriforme
Mycoplasma amphoriforme è una specie di batterio appartenente alla famiglia delle Mycoplasmataceae.